# 嵯峨根遼吉
嵯峨根 遼吉（さがね りょうきち、1905年11月27日 - 1969年4月16日）は、日本の物理学者。専門は実験物理学。東京府（現・東京都）出身。東京大学教授、日本原子力研究所副理事長、日本原子力発電副社長などを歴任。

## 略歴
- 1926年：旧制第一高等学校理科甲類を卒業。
- 1929年：東京帝国大学理学部物理学科を卒業。
- 1935年：英国、米国に留学。アーネスト・ローレンスの下で研究。
- 1938年：帰国。理化学研究所研究員となり、仁科芳雄の下で原子核物理学の研究に従事。小型サイクロトロンを運用。大型サイクロトロンを建設。
- 1940年:東京大学より理学博士の学位を取得、論文の題は「人工放射能について」[1]。
- 1943年：東京帝国大学教授に就任。
- 1945年8月9日：長崎市への原子爆弾投下の際、旧知のルイ・アルヴァレらがラジオゾンデに嵯峨根あての手紙を入れる[2]。
- 1949年：渡米。アイオワ大学・カリフォルニア大学で研究。
- 1950年12月11日：父・長岡半太郎死去。
- 1955年：東京大学教授を辞職。
- 1956年：帰国。その後日本原子力研究所理事、副理事長、日本原子力発電取締役、副社長、産業計画会議委員（議長・松永安左ヱ門）を歴任。

## 業績
- 戦後日本の学術研究体制の整備、日本学術会議の創設に尽力した。
- 1953年には、アメリカを訪問した中曽根康弘・衆議院議員と面会し、原子力政策を推進するための助言をした。このことが、1955年の原子力基本法制定につながった。中曽根は、1996年の著書で次のように回想していた。

## 家族・親族
嵯峨根遼吉は長岡半太郎の五男として生まれ、嵯峨根家の養子となった。父・半太郎は箕作麟祥の娘婿だが、母は半太郎の後妻・登代なので箕作家の血は流れていない（半太郎の先妻が麟祥の三女・操子）。元日本光学社長・長岡正男の異母弟にあたり、共に東京府立一中の同窓。
妻は岡谷鋼機社長を務めた10代目岡谷惣助の娘・寿子。寿子の兄・岡谷正男と弟・岡谷康治も父の10代目惣助同様岡谷鋼機の社長を務めた。正男の次女は日産自動車に勤務していた自動車技術者でR33型・R34型スカイラインの開発責任者（主管）を務めた渡邉衡三に嫁いだので、渡邉は嵯峨根の義甥にあたる。